# Iași (okręg Braszów)
Iași – wieś w Rumunii, w okręgu Braszów, w gminie Recea. W 2011 roku liczyła 275 mieszkańców.